# Rezerwat przyrody Żaki
Rezerwat przyrody „Żaki” – leśny rezerwat przyrody w południowej Polsce w Dolinie Górnej Wisły (województwo małopolskie). Jest położony w obrębie miejscowości Dwory II (przysiółek Żaki) w gminie Oświęcim, w powiecie oświęcimskim. Leży na gruntach Skarbu Państwa w zarządzie Nadleśnictwa Andrychów (leśnictwo Polanka Wielka).
Obszar rezerwatu obejmuje zespół naturalnego lasu grądowego z przewagą starodrzewia lipowego, obrazującego fragment pierwotnego krajobrazu doliny Wisły.

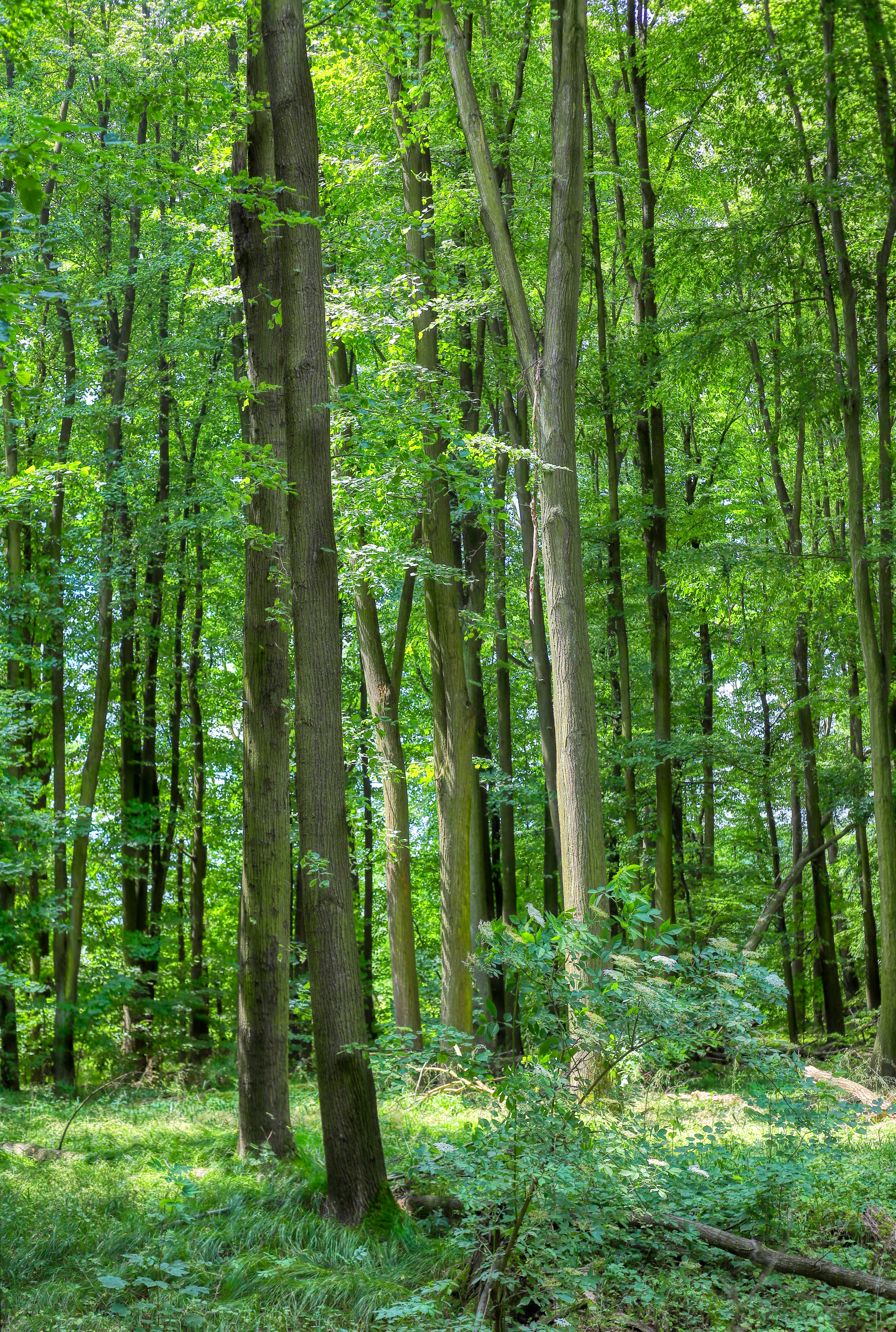
rezerwat Żaki

Rezerwat został utworzony Zarządzeniem Ministra Leśnictwa i Przemysłu Drzewnego Nr 18 z dnia 28 stycznia 1959 roku i początkowo zajmował powierzchnię 17,52 ha. W związku z budową w latach 70. kanału żeglownego „Nawiga” (dawna nazwa „Dwory”) na Wiśle, który od północy przylega bezpośrednio do rezerwatu, powierzchnia rezerwatu uległa zmniejszeniu – obecnie wynosi ona 12,24 ha, nie jest to jednak na razie potwierdzone żadnym aktem prawnym.
Oprócz kanału, rezerwat otaczają stawy hodowlane i pola uprawne. Budowa kanału, regulacja Wisły i strumienia płynącego przez teren rezerwatu spowodowały zmianę panujących tu stosunków wodnych i trwałe osuszenie siedliska.
Drzewostan tworzy głównie lipa drobnolistna, grab i dąb szypułkowy, w jednym z pododdziałów rośnie nasadzony jesion, a we wschodniej części rezerwatu, w zdegenerowanym płacie grądu – nasadzona sosna wejmutka. Bardzo dobrze rozwinięta jest warstwa krzewów – oprócz podrostu drzew występuje w niej głównie czeremcha zwyczajna, dziki bez czarny, głóg jednoszyjkowy i trzmielina pospolita. Na terenie rezerwatu stwierdzono występowanie 126 gatunków roślin naczyniowych, 26 gatunków mchów oraz 1 gatunek wątrobowca. Do występujących tu roślin chronionych należą: wawrzynek wilczełyko, kruszczyk szerokolistny, czosnek niedźwiedzi i pierwiosnek wyniosły.
Rezerwat „Żaki”, podobnie jak sąsiedni rezerwat „Przeciszów”, leży w obrębie obszaru specjalnej ochrony ptaków sieci Natura 2000 „Dolina Dolnej Skawy” PLB120005.